# 軍浦警察署
軍浦警察署（クンポけいさつしょ）は、京畿地方警察庁所管の警察署である。

## 管轄区域
- 軍浦市

## 沿革
- 1992年 - 開設。

## 管轄地区隊
- 山本地区隊
- 軍浦地区隊

## 管轄派出所
- 大夜派出所
- 斉宮派出所

## 管轄治安センター
- 衿井治安センター
- 山本治安センター